# The End of the Tour
The End of the Tour ist ein US-amerikanisches Roadmovie aus dem Jahr 2015, die auf dem Buch Although of Course You End Up Becoming Yourself von David Lipsky basiert. Regie führte James Ponsoldt, das Drehbuch schrieb Donald Margulies. Premiere hatte das Filmdrama am 23. Januar 2015 beim Sundance Film Festival. Filmstart in den USA war am 31. Juli 2015. In Deutschland kam der Film nicht in die Kinos, sondern wurde am 17. März 2016 direkt auf DVD veröffentlicht.

## Handlung
Im Rückblick schildert der Journalist David Lipsky, wie er im Jahr 1996 den Schriftsteller David Foster Wallace auf einer Promotiontour für seinen gerade erschienenen Roman Unendlicher Spaß durch die Vereinigten Staaten begleitet. Lipsky porträtiert den von Kritikern als Genie gefeierten Schriftsteller für eine Reportage des Musikmagazins Rolling Stone. Während des fünftägigen Roadtrips nimmt Lipsky ihre Gespräche über das Schreiben, Filme, Musik, Popkultur und die eigenen Schwächen und Fehler mit einem Tonbandgerät auf. Im Laufe ihrer Unterhaltung entwickelt sich eine Freundschaft zwischen den beiden Männern. Lipsky beschreibt die Reise als „bestes Gespräch, das er je hatte“.

## Hintergrund
Im Dezember 2013 wurde bekannt gegeben, dass Jason Segel und Jesse Eisenberg die beiden Hauptrollen übernehmen werden. Die Dreharbeiten zu dem Film begannen im Februar 2014 in Michigan und dauerten insgesamt fünf Wochen. Einige Szenen wurden zudem in Minneapolis gedreht. Die Familie des Schriftstellers war mit der Verfilmung von Lipskys Buch nicht einverstanden.
Der Film basiert auf dem Buch „Although of Course You End Up Becoming Yourself“ von David Lipsky, das im Jahr 2010 – zwei Jahre nach Foster Wallaces Suizid – veröffentlicht wurde. Lipsky, selbst Schriftsteller, war ein großer Bewunderer von Foster Wallace. David Foster Wallace, der die meiste Zeit seines Lebens unter Depressionen litt, galt seit der Veröffentlichung seines Romans Unendlicher Spaß als einer der herausragendsten Schriftsteller seiner Generation. Die literarische Vorlage wie auch der Film fangen den Zeitpunkt ein, zu dem Foster Wallace in den USA berühmt wurde.

## Rezeption
Der Film erhielt überwiegend positive Kritiken. Bei Metacritic erhielt der Film einen Metascore von 73/100 basierend auf 7 Rezensionen, bei Rotten Tomatoes waren 91 Prozent der 22 Rezensionen positiv.

### Auszeichnungen
| Preis                                       | Kategorie                                | Preisträger      | Resultat                    |
| ------------------------------------------- | ---------------------------------------- | ---------------- | --------------------------- |
| Chicago Film Critics Association            | Bester Darsteller                        | Jason Segel      | Nominiert                   |
| Independent Spirit Award                    | Bester Darsteller                        | Jason Segel      | Nominiert                   |
| Independent Spirit Award                    | Independent Spirit Award bestes Drehbuch | Donald Margulies | Nominiert                   |
| Indiana Film Journalists Association Awards | Bester Film                              |                  | Nominiert                   |
| Indiana Film Journalists Association Awards | Bestes adap. Drehbuch                    | Donald Margulies | Nominiert                   |
| Indiana Film Journalists Association Awards | Bester Regisseur                         | James Ponsoldt   | Nominiert                   |
| Indiana Film Journalists Association Awards | Bester Darsteller                        | Jason Segel      | Nominiert                   |
| Indiana Film Journalists Association Awards | Bester Nebendarsteller                   | Jesse Eisenberg  | Nominiert                   |
| San Diego Film Critics Society              | Bester Darsteller                        | Jason Segel      | Nominiert                   |
| Seattle International Film Festival         | Bester Darsteller                        | Jason Segel      | Dritter Platz               |
| USC Scripter Award                          | Bestes adap. Drehbuch                    | Donald Margulies | Entscheidung steht noch aus |

## Deutsche Blu-ray-Veröffentlichung
- Sony Pictures Home Entertainment (Hrsg.): The End of the Tour. München 2016. (Mit entfallenen Szenen als Bonus)